# Zacharias Frankel
Zacharias Frankel (Praga, 1801 - Breslavia 1875), rabino alemán originario de Bohemia, fue un historiador que estudió el desarrollo histórico del judaísmo, principalmente conocido por ser el fundador del judaísmo positivo-histórico, antecesor ideológico del judaísmo conservador.
Zacharias desciende por parte de padre de una familia de exiliados vieneses, emparentado con la familia Spira, reputada por sus rabinos. Por parte de madre, descendía de la familia Fischel, la que había dado numerosos talmudistas a la comunidad judía de Praga. Recibe su primera educación judía en la yeshivá de Bezalel Ronsperg. En 1825 parte a Budapest donde prepara sus estudios universitarios, licenciándose en 1831. El año siguiente es nombrado « Kreisrabbiner » (rabino de distrito) de Litoměřice por el gobernador, siendo el primer rabino que había recibido una educación moderna. Se establece en Teplice, donde la congregación, la más importante del distrito, lo había elegido rabino. En 1836 fue nombrado gran rabino de Leipzig y de Dresde, puesto que fue posteriormente confirmado por el gobernador de Saxe. Hizo levantar una gran sinagoga en Dresde. En 1843 fue invitado a tomar el puesto de gran rabino de Berlín, que estaba vacante desde 1800, pero acabó por declinar la invitación después de una larga correspondencia, en gran medida a causa del gobierno prusiano, el cual, a causa de su política, rehusaba reconocer un carácter oficial a la institución. Residirá en Dresde hasta 1854, año en que fue llamado para dirigir el Seminario Judeo-Teológico de Breslau (entonces vinculado a Alemania), fundado por Jonas Frankel. Permanecerá en él hasta su muerte.

## Judaísmo positivo-histórico
El judaísmo de los tiempos de Frankel había sufrido una mutación significativa en el mundo askenazí: siguiendo el movimiento judío de aprendizaje de la cultura germana, una franja significativa de los judíos de Alemania deseaba, a fin de acelerar su integración, revisar en profundidad la Halakha, que determina los ritos, y accesoriamente las creencias, del judaísmo. Este movimiento, llamado judaísmo reformado, era inicialmente tan radical que uno de sus partidarios, David Friedländer, tuvo la idea, inmediatamente rechazada, de un "bautismo seco" consistente en una adhesión casi total al Luteranismo, con excepción del culto a Jesús y de algunas ceremonias. A la inversa, el Hatam Sofer declara toda novedad en contradicción con el judaísmo, amenaza a un judaísmo sólido, enemigo de toda apertura a las ideas modernas. Este judaísmo es calificado de judaísmo ortodoxo por sus detractores progresistas. Las corrientes intermedias son muy minoritarias: Samson Raphael Hirsch propone un judaísmo ortodoxo moderno.
Zacharias Frankel persigue otra aproximación, que podría calificarse de centrista, donde el reformismo moderado, llamado judaísmo positivo-histórico: el judaísmo se debe definir de manera positiva y no en el fondo del cristianismo, para lograr esto la Halakha debe ser fielmente observada. No obstante, arguye, la Halakha ha sido otras veces objeto de numerosas interpretaciones diferentes en el curso de la historia, algunas leyes han sido abandonadas y otras observadas con un renovado rigor. En contra del judaísmo ortodoxo, moderno o no, Frankel no se opone a los cambios. En contra del judaísmo reformado, insiste en que las reformas sean basadas en el saber y no los simples desiderata de los laicos, y que ellas no sean entendidas más que después de un análisis minucioso y razonado, siendo realizadas progresivamente y sin modificar radicalmente las prácticas del judaísmo tradicional.
Así Frankel, en respuesta al presidente de la congregación de Teplice, que espera que el nuevo rabino suprima los Missbräuche (abusos), le dice que no conoce ningún abuso y que como debería saber, no es un laico el que debería pronunciarse.
Introdujo leves modificaciones en los oficios del judaísmo o tefillah, tales como la supresión de determinados himnos religiosos, la introducción de un coro de niños, etc. En cambio, se opuso a cualquier innovación que pudiera ser cuestionable desde el punto de vista del sentimiento judaico. En este sentido, denunció las acciones del Landesrabbiner ("gran rabino") Joseph Hoffmann de Sajonia-Meiningen, quien permitió a los judíos estudiantes del instituto que escribieran en Sabbath.
Su postura en la controversia sobre el nuevo sidur (libro de oraciones) de 1842 contrarió a ambas partes: los liberales quedaron insatisfechos porque, en vez de declarar que su nuevo libro estaba acorde con la tradición judaica, señaló sus inconsistencias históricas y dogmáticas; a los ortodoxos, en cambio, les desagradó su afirmación de que los cambios en los rituales tradicionales eran permisibles.
En 1845, Frankel causó una gran conmoción con una carta, publicada el 18 de julio en un periódico de Frankfurt-am-Main, en la que anunciaba que abandonaba la conferencia rabínica que se estaba celebrando en la ciudad en ese momento. En dicha carta afirmaba que no podía cooperar con un grupo de rabinos que había declarado que el idioma hebreo no era necesario para el culto público. Esta carta lo convirtió en uno de los líderes de la sección conservadora, y como tal organizó convenciones de estudiosos paralelas a las conferencias rabínicas. Sus principios se expresaban en sus mensuales Zeitschrift für die Religiösen Interessen des Judenthums, que publicó desde 1844. Sin embargo, su actitud conciliadora le creó enemigos tanto entre los liberales como entre los ortodoxos, enemigos entre los que se encontraban, respectivamente, Abraham Geiger y Samson Raphael Hirsch.

## Judaísmo conservador y movimiento massorti
Esta opinión centrista influye en el movimiento masortí en Francia, corresponsal europeo del judaísmo conservador de los Estados Unidos de América.

## Obras
- De la influencia de la exegesis judía en la hermenéutica de Alejandría, 1851.
- Principios de derecho hereditario en la ley de Moisés y el Talmud, 1859
- Introducción al Talmud, 1870
- Numerosos artículos en diversas revistas.